# Olivadi
Olivadi is een gemeente in de Italiaanse provincie Catanzaro (regio Calabrië) en telt 634 inwoners (31-12-2004). De oppervlakte bedraagt 7,1 km², de bevolkingsdichtheid is 92 inwoners per km².

## Demografie
Olivadi telt ongeveer 271 huishoudens. Het aantal inwoners daalde in de periode 1991-2001 met 22,4% volgens cijfers uit de tienjaarlijkse volkstellingen van ISTAT.
| Jaar | Inwoneraantal |
| ---- | ------------- |
| 1991 | 829           |
| 2001 | 643           |

## Geografie
De gemeente ligt op ongeveer 485 m boven zeeniveau.
Olivadi grenst aan de volgende gemeenten: San Vito sullo Ionio, Centrache, Cenadi.